# 西村镇 (宜春市)
西村镇，是中华人民共和国江西省宜春市袁州区下辖的一个乡镇级行政单位。

## 行政区划
西村镇下辖以下地区：
西村街社区、国桥村、淇田村、西村、社台村、石溪村、分界村、张坊村、山背村、河北村、西双村、南塘村、模沙村、大村、谗塘村、老山村和圳江村。